# Ceca Multimegamix xitovi
Ceca Multimegamix xitovi je tretja glasbena kompilacija srbske pop-folk pevke Svetlane Ražnatović - Cece, ki je leta 1996 izšla v beograjski založbeni hiši N Estrada. 
Na kompilaciji so uspešnice z albumov, ki jih je pevka izdala v obdobju med leti 1993 in 1995.
Kompilacija je izšla na MC kaseti, leto kasneje pa tudi v CD različici. 

## Seznam pesmi

### Stran A
1. »Nije monotonija« (A. Radulović, M. Tucaković) - 3:27
2. »Neću da budem ko mašina« (A. Radulović, M. Tucaković) - 3:10
3. »Fatalna ljubav« (A. Radulović, M. Tucaković) - 3:38
4. »Ko nekad u osam« (A. Radulović, M. Tucaković) - 3:15
5. »Šta je to u tvojim venama« (A. Radulović, M. Tucaković) - 3:20
6. »Ne računaj na mene« (A. Radulović, M. Tucaković) - 3:10
7. »Ustani, budi se« (A. Radulović, M. Tucaković) - 3:04
8. »Beograd« (Tradicional, M. Tucaković) - 3:40

### Stran B
1. »Kuda idu ostavljene devojke« (A. Radulović, M. Tucaković) - 3:55
2. »Kukavica« (A. Radulović, M. Tucaković) - 3:49
3. »Oprosti mi suze« (A. Radulović, M. Tucaković) - 3:25
4. »Da li to ljubav pravi od nas slabiće« (A. Radulović, M. Tucaković) - 3:50
5. »Što si tako zaboravan« (A. Radulović, M. Tucaković) - 3:50
6. »Ja još spavam u tvojoj majici« (Tradicional, M. Tucaković) - 3:40
7. »Popij me kao lek« (A. Radulović, M. Tucaković) - 3:29

## Ostale informacije
- Sladbe in aranžmaji: Aleksandar Radulović Futa
- Besedila: Marina Tucaković
- Gostja v pesmi A6: Mira Škorić
- Glasbeni urednik: Milan Radulović
- Supervizor: Miloš Radulović
- Snemalci: Rade Ercegovac, Srđan Čolić, Dragan Vukičević Vule
- Producent: Neša Josivljević
- Glasbeni miks: Killing machine
- Urednik za EEC, Avstralijo, Kanado in ZDA: Goran Stanić - Dr. "U"
- Založba: N-estrada in avtorska agencija Gema

## Zgodovina objave zgoščenke
| Država      | Datum | Založba | Oblika    |
| ----------- | ----- | ------- | --------- |
| Jugoslavija | 1996  | PGP-RTS | N-estrada |